# 锥果葶苈
锥果葶苈（学名：Draba lanceolata）为十字花科下的一个种。

## 变种
紫茎锥果葶苈（学名：Draba lanceolata var. chingii）是十字花科葶苈属锥果葶苈的变种。分布于中国大陆的甘肃、四川、新疆、青海等地，生长于海拔3,310米至4,400米的地区，一般生长在山坡灌木林下阴湿处以及沼泽地。

## 扩展阅读
維基物種上的相關：锥果葶苈